# Austroperipatus eridelos
Austroperipatus eridelos är en klomaskart som beskrevs av Reid 1996. Austroperipatus eridelos ingår i släktet Austroperipatus och familjen Peripatopsidae. Inga underarter finns listade i Catalogue of Life.